# كاني كوسوغي
كاني كوسوغي (باليابانية: ケイン・コスギ) وإسمه الحقيقي تاكيشي كوسوغي (باليابانية: 小杉 健) هو ممثل ومقاتل فنون قتالية أمريكي ولد في يوم 11 أكتوبر 1974 في مدينة لوس أنجلوس في الولايات المتحدة، ينحدر من أصل ياباني صيني وهو ابن الممثل شو كوسوغي وقد مثل في عدة أفلام أمريكية ويابانية.

## روابط خارجية
- كاني كوسوغي على موقع IMDb (الإنجليزية)
- كاني كوسوغي على موقع قاعدة بيانات الفيلم (الإنجليزية)